# Hubovo
Hubovo (maďarsky Hubó) je obec na Slovensku. Leží v okrese Rimavská Sobota v Banskobystrickém kraji. Žije zde 128 obyvatel.
První písemná zmínka o obci pochází z roku 1235.